# Jang Hye-jin
Jang Hye-jin (tiếng Hàn: 장혜진, sinh ngày 15 tháng 5 năm 1968) là một nữ ca sĩ Hàn Quốc.

## Sự nghiệp
Jang Hye-jin là nữ ca sĩ Hàn Quốc được người nghe nhạc yêu thích trong nhiều năm. Ban đầu, cô là thành viên của nhóm nhạc MBC Chorus, nhưng đã bắt đầu sự nghiệp đơn ca vào năm 1991 với bài hát "Always in My Dreams". Tuy nhiên, bài hát đã bị phê bình là "đạo nhạc" và Jang không thể tiếp tục biểu diễn bài hát này. Năm 1993, Jang Hye-jin phát hành đĩa nhạc thứ hai mà cô đã chuẩn bị nghiêm chỉnh để quảng bá tên tuổi với đông đảo người nghe. Chất giọng khàn và thu hút của cô đã được nhiều người người biết đến. Ca khúc chủ đề "Short Sky" đã rất thành công trên các bảng xếp hạng tại Hàn Quốc. Với đĩa nhạc thứ ba phát hành vào năm 1994, Jang đã nhận được nhiều lời khen ngợi từ giới phê bình, cũng như công chúng, với những ca khúc như: "To Me" và "With Only the Name of Love". Nhiều nhạc sĩ hàng đầu như Kim Hyun-cheol đã tham gia vào quá trình sản xuất đĩa nhạc. Việc này đã thu hút thêm nhiều sự chú ý của công chúng. Đĩa thứ tư của Jang đã được phát hành vào năm 1996, nhưng bị thất bại so với đĩa thứ ba. Trong đĩa thứ năm được phát hành vào năm 1998, Jang Hye-jin đã cố gắng thay đổi phong cách âm nhạc. Hầu hết các bài hát trong đĩa này thuộc thể loại Latin pop. Cô cũng đã viết lời cho các bài hát "Dream" và "You're Lost". Sau ba năm tạm ngừng hoạt động, Jang Hye-jin trở lại sân khấu ca nhạc với đĩa thứ sáu và đĩa BEST. Sau đó, Jang Hye-jin ngừng biểu diễn để theo học thanh nhạc tại trường nhạc Berkely ở Boston, nhằm để được đào tạo một cách có hệ thống. Sau khi trở về lại Hàn Quốc, Jang phát hành đĩa nhạc thứ bảy vào năm 2006.

## Ấn phẩm

### Các đĩa nhạc tiếng Hàn
- Vol.1 - 장혜진 (1991)
- Vol.2 - WHITEISM (1993)
- Vol.3 - bEfoRe tHe pARtY (1994)
- Vol.4 - Temptation (1996)
- Vol.5 - Dream jhj V (1998)
- Vol.6 - 베스트: It`s My Life / Best Of The Best (2001)
- Vol.7 - 4 SEASON STORY / SPRING (2006)